# Eğrekkaya-Talsperre
Die Eğrekkaya-Talsperre (türkisch Eğrekkaya Barajı) befindet sich 3 km nördlich der Stadt Kızılcahamam, 70 km nordwestlich der türkischen Hauptstadt Ankara in der gleichnamigen Provinz.
Die Eğrekkaya-Talsperre wurde in den Jahren 1985–1992 zur Trinkwasserversorgung des Ballungsraums Ankara am Sey Çayı errichtet. 
Der Sey Çayı mündet 2 km unterhalb des Staudamms in den Bulak Çayı, der sich später mit dem Bayındır Çayı zum Kirmir Çayı vereinigt, einem Zufluss der vom Sakarya durchflossenen Sarıyar-Talsperre.
Das Absperrbauwerk ist ein Sand-Kies-Schüttdamm mit Lehmkern. 
Die Dammhöhe über Talsohle beträgt 67 m und 100 m über Gründungssohle. 
Das Dammvolumen beträgt 3,9 Mio. m³.  
Der Stausee bedeckt eine Fläche von 3,95 km². 
Das Speichervolumen liegt bei 113 Mio. m³.
Die Eğrekkaya-Talsperre liefert im Jahr 79 Mio. m³ Trinkwasser.